# Liste des planètes mineures non numérotées découvertes en juin 2013
Pour un article plus général, voir Liste des planètes mineures non numérotées découvertes en 2013.
Pour un article plus général, voir Liste des planètes mineures.
Cet article dresse la liste des planètes mineures (astéroïdes, centaures, objets transneptuniens et assimilés) non numérotées découvertes en juin 2013 dans l'ordre de leur découverte.
Au 15 janvier 2025, 661 077 des 1 434 993 planètes mineures répertoriées par le Centre des planètes mineures ne sont pas encore numérotées, soit 46,07 %.

## Rappel concernant la désignation provisoire
La désignation provisoire indique l'ordre de découverte de ces objets. En effet, cette désignation est composée de l'année de découverte (par exemple 2013) suivie de la quinzaine (demi-mois) de découverte (p.e. A = 1-15 janvier) puis de l'ordre de découverte dans cette quinzaine. Cet ordre est indiqué par une lettre et éventuellement un chiffre comme suit : A pour la première découverte, B pour la deuxième, ..., Z pour la 25e (le I n'est pas utilisé pour éviter la confusion avec 1), A1 pour la 26e, B1 pour la 27e, etc. , Z1 pour la 50e, A2 pour la 51e, B2 pour la 52e, etc. L'ordre de la numérotation ne suit donc pas l'ordre alphanumérique. 2013 AA1 suit ainsi 2013 AZ et précède 2013 AB1.

## Liste

### Du1erau 15 juin 2013
- 2013 LA
- 2013 LB
- 2013 LC
- 2013 LE
- 2013 LK
- 2013 LS
- 2013 LT
- 2013 LW
- 2013 LX
- 2013 LA1
- 2013 LC1
- 2013 LD1
- 2013 LE1
- 2013 LF1
- 2013 LK1
- 2013 LV1
- 2013 LA2
- 2013 LB2
- 2013 LC2
- 2013 LD2
- 2013 LF2
- 2013 LL2
- 2013 LE3
- 2013 LH3
- 2013 LK3
- 2013 LS3
- 2013 LF5
- 2013 LT5
- 2013 LW5
- 2013 LA6
- 2013 LC6
- 2013 LN6
- 2013 LQ6
- 2013 LR6
- 2013 LY6
- 2013 LC7
- 2013 LD7
- 2013 LE7
- 2013 LF7
- 2013 LK7
- 2013 LL7
- 2013 LM7
- 2013 LO7
- 2013 LQ7
- 2013 LT7
- 2013 LU7
- 2013 LT8
- 2013 LV8
- 2013 LY8
- 2013 LD9
- 2013 LE9
- 2013 LF9
- 2013 LP9
- 2013 LQ9
- 2013 LR9
- 2013 LE10
- 2013 LG10
- 2013 LR10
- 2013 LV10
- 2013 LX10
- 2013 LB11
- 2013 LJ11
- 2013 LT11
- 2013 LE12
- 2013 LH12
- 2013 LK12
- 2013 LU12
- 2013 LM13
- 2013 LN13
- 2013 LR13
- 2013 LE14
- 2013 LL14
- 2013 LW14
- 2013 LA15
- 2013 LD15
- 2013 LH15
- 2013 LL15
- 2013 LN15
- 2013 LR15
- 2013 LA16
- 2013 LC16
- 2013 LD16
- 2013 LE16
- 2013 LF16
- 2013 LG16
- 2013 LJ16
- 2013 LN16
- 2013 LQ16
- 2013 LX16
- 2013 LJ17
- 2013 LL17
- 2013 LM17
- 2013 LA18
- 2013 LW18
- 2013 LZ18
- 2013 LD19
- 2013 LL19
- 2013 LO19
- 2013 LB20
- 2013 LG20
- 2013 LR20
- 2013 LJ21
- 2013 LL21
- 2013 LO21
- 2013 LQ21
- 2013 LY21
- 2013 LO22
- 2013 LB23
- 2013 LC23
- 2013 LH23
- 2013 LK23
- 2013 LN23
- 2013 LO23
- 2013 LQ23
- 2013 LD24
- 2013 LJ24
- 2013 LL24
- 2013 LU24
- 2013 LW24
- 2013 LB25
- 2013 LG25
- 2013 LH25
- 2013 LK25
- 2013 LL25
- 2013 LS25
- 2013 LW25
- 2013 LD26
- 2013 LG26
- 2013 LJ26
- 2013 LL26
- 2013 LM26
- 2013 LU26
- 2013 LW26
- 2013 LG27
- 2013 LJ27
- 2013 LL27
- 2013 LR27
- 2013 LT27
- 2013 LU27
- 2013 LB28
- 2013 LE28
- 2013 LF28
- 2013 LN28
- 2013 LT28
- 2013 LX28
- 2013 LY28
- 2013 LZ28
- 2013 LE29
- 2013 LG29
- 2013 LH29
- 2013 LU29
- 2013 LX29
- 2013 LY29
- 2013 LA30
- 2013 LL30
- 2013 LX30
- 2013 LE31
- 2013 LH31
- 2013 LK31
- 2013 LM31
- 2013 LN31
- 2013 LO31
- 2013 LS31
- 2013 LK32
- 2013 LL32
- 2013 LU32
- 2013 LF33
- 2013 LN35
- 2013 LP35
- 2013 LT35
- 2013 LU35
- 2013 LY35
- 2013 LC36
- 2013 LD36
- 2013 LH36
- 2013 LS36
- 2013 LT36
- 2013 LU36
- 2013 LY36
- 2013 LZ36
- 2013 LK37
- 2013 LU37
- 2013 LW37
- 2013 LX37
- 2013 LB38
- 2013 LC38
- 2013 LF38
- 2013 LG38
- 2013 LH38
- 2013 LJ38
- 2013 LL38
- 2013 LM38
- 2013 LN38
- 2013 LO38
- 2013 LQ38
- 2013 LR38
- 2013 LU38
- 2013 LX38
- 2013 LB39
- 2013 LD39
- 2013 LG39
- 2013 LH39
- 2013 LJ39
- 2013 LK39
- 2013 LL39
- 2013 LM39
- 2013 LN39
- 2013 LO39
- 2013 LQ39
- 2013 LR39
- 2013 LS39
- 2013 LT39
- 2013 LU39
- 2013 LV39
- 2013 LZ39
- 2013 LA40
- 2013 LB40
- 2013 LD40
- 2013 LE40
- 2013 LF40
- 2013 LK40
- 2013 LO40
- 2013 LR40
- 2013 LS40
- 2013 LT40
- 2013 LX40
- 2013 LZ40
- 2013 LC41
- 2013 LD41
- 2013 LF41
- 2013 LH41
- 2013 LJ41
- 2013 LK41
- 2013 LL41
- 2013 LM41
- 2013 LN41
- 2013 LO41
- 2013 LQ41
- 2013 LR41
- 2013 LU41
- 2013 LW41
- 2013 LY41
- 2013 LZ41
- 2013 LA42
- 2013 LB42
- 2013 LC42
- 2013 LD42
- 2013 LE42
- 2013 LH42
- 2013 LK42
- 2013 LR42
- 2013 LS42
- 2013 LT42
- 2013 LU42
- 2013 LX42
- 2013 LY42
- 2013 LZ42
- 2013 LC43
- 2013 LF43
- 2013 LG43
- 2013 LH43
- 2013 LJ43
- 2013 LK43
- 2013 LL43
- 2013 LM43
- 2013 LO43
- 2013 LQ43
- 2013 LR43
- 2013 LS43
- 2013 LT43
- 2013 LW43
- 2013 LX43
- 2013 LY43
- 2013 LZ43
- 2013 LA44
- 2013 LB44
- 2013 LC44
- 2013 LE44
- 2013 LF44
- 2013 LG44
- 2013 LH44
- 2013 LL44
- 2013 LM44
- 2013 LO44
- 2013 LP44
- 2013 LR44
- 2013 LT44
- 2013 LU44
- 2013 LV44
- 2013 LW44
- 2013 LX44
- 2013 LY44
- 2013 LA45
- 2013 LC45
- 2013 LD45
- 2013 LE45
- 2013 LF45
- 2013 LG45
- 2013 LH45
- 2013 LK45
- 2013 LM45
- 2013 LN45
- 2013 LO45
- 2013 LP45
- 2013 LQ45
- 2013 LS45
- 2013 LT45
- 2013 LU45
- 2013 LV45
- 2013 LW45
- 2013 LX45
- 2013 LY45
- 2013 LZ45
- 2013 LA46
- 2013 LB46
- 2013 LE46
- 2013 LF46
- 2013 LG46
- 2013 LH46
- 2013 LJ46
- 2013 LK46
- 2013 LL46
- 2013 LM46
- 2013 LN46
- 2013 LO46
- 2013 LP46
- 2013 LQ46
- 2013 LR46
- 2013 LS46
- 2013 LT46
- 2013 LU46
- 2013 LV46
- 2013 LW46
- 2013 LX46
- 2013 LY46
- 2013 LZ46
- 2013 LA47
- 2013 LB47
- 2013 LC47
- 2013 LD47
- 2013 LE47
- 2013 LF47
- 2013 LH47
- 2013 LJ47
- 2013 LK47
- 2013 LM47
- 2013 LN47
- 2013 LO47
- 2013 LP47
- 2013 LQ47
- 2013 LR47
- 2013 LS47
- 2013 LT47
- 2013 LU47
- 2013 LW47
- 2013 LX47
- 2013 LY47
- 2013 LZ47
- 2013 LB48
- 2013 LC48
- 2013 LD48
- 2013 LE48
- 2013 LG48
- 2013 LJ48
- 2013 LK48
- 2013 LL48
- 2013 LM48
- 2013 LN48
- 2013 LO48
- 2013 LQ48
- 2013 LR48
- 2013 LT48
- 2013 LU48
- 2013 LV48
- 2013 LW48
- 2013 LX48
- 2013 LZ48
- 2013 LA49
- 2013 LB49
- 2013 LC49
- 2013 LE49
- 2013 LF49
- 2013 LG49
- 2013 LH49
- 2013 LK49
- 2013 LM49
- 2013 LN49
- 2013 LO49
- 2013 LP49
- 2013 LQ49
- 2013 LT49
- 2013 LU49
- 2013 LW49
- 2013 LX49
- 2013 LY49
- 2013 LZ49
- 2013 LA50
- 2013 LB50
- 2013 LC50
- 2013 LD50
- 2013 LE50
- 2013 LF50
- 2013 LG50
- 2013 LJ50
- 2013 LK50
- 2013 LM50
- 2013 LN50
- 2013 LP50
- 2013 LQ50
- 2013 LR50
- 2013 LS50
- 2013 LT50
- 2013 LU50
- 2013 LV50
- 2013 LW50
- 2013 LY50
- 2013 LZ50
- 2013 LA51
- 2013 LB51
- 2013 LC51
- 2013 LD51
- 2013 LE51
- 2013 LF51
- 2013 LG51
- 2013 LH51
- 2013 LJ51
- 2013 LK51
- 2013 LL51
- 2013 LM51
- 2013 LN51
- 2013 LO51
- 2013 LP51
- 2013 LQ51
- 2013 LR51
- 2013 LS51
- 2013 LT51
- 2013 LU51
- 2013 LV51
- 2013 LW51
- 2013 LX51
- 2013 LY51

### Du 16 au 30 juin 2013
- 2013 MF
- 2013 MN
- 2013 MO
- 2013 MQ
- 2013 MR
- 2013 MS
- 2013 MT
- 2013 MU
- 2013 MW
- 2013 MF1
- 2013 MN1
- 2013 MO1
- 2013 MY2
- 2013 MZ2
- 2013 MD3
- 2013 MG3
- 2013 MH3
- 2013 ML3
- 2013 MO3
- 2013 MR3
- 2013 MX5
- 2013 MC6
- 2013 MD6
- 2013 MR6
- 2013 MS6
- 2013 MU6
- 2013 MV6
- 2013 MW6
- 2013 MX6
- 2013 MB7
- 2013 MH7
- 2013 MU7
- 2013 MB8
- 2013 MC8
- 2013 MD8
- 2013 MM8
- 2013 MQ8
- 2013 MT8
- 2013 MV8
- 2013 ME9
- 2013 MF9
- 2013 MQ9
- 2013 MV9
- 2013 MF10
- 2013 MH10
- 2013 MJ10
- 2013 MK10
- 2013 ML10
- 2013 MO10
- 2013 MR10
- 2013 MU10
- 2013 MV10
- 2013 MN11
- 2013 MP11
- 2013 MR11
- 2013 MS11
- 2013 MB12
- 2013 ME12
- 2013 MF12
- 2013 MG12
- 2013 MM12
- 2013 MQ12
- 2013 MX12
- 2013 MA13
- 2013 MF13
- 2013 MG13
- 2013 MO13
- 2013 MA14
- 2013 MP14
- 2013 MQ14
- 2013 MR14
- 2013 MT14
- 2013 MU14
- 2013 MV14
- 2013 MW14
- 2013 MX14
- 2013 MD15
- 2013 ME15
- 2013 MG15
- 2013 MJ15
- 2013 MK15
- 2013 ML15
- 2013 MM15
- 2013 MO15
- 2013 MP15
- 2013 MS15
- 2013 MT15
- 2013 MU15
- 2013 MW15
- 2013 MX15
- 2013 MD16
- 2013 ME16
- 2013 MF16
- 2013 MH16
- 2013 MK16
- 2013 ML16
- 2013 MM16
- 2013 MN16
- 2013 MO16
- 2013 MP16
- 2013 MQ16
- 2013 MR16
- 2013 MS16
- 2013 MU16
- 2013 MV16
- 2013 MW16
- 2013 MX16
- 2013 MY16
- 2013 MZ16
- 2013 MA17
- 2013 MB17
- 2013 MC17
- 2013 ME17
- 2013 MG17
- 2013 MH17
- 2013 MJ17
- 2013 ML17
- 2013 MM17
- 2013 MO17
- 2013 MP17
- 2013 MR17
- 2013 MT17
- 2013 MW17
- 2013 MY17
- 2013 MZ17
- 2013 MA18
- 2013 MC18
- 2013 MO18
- 2013 MP18
- 2013 MQ18
- 2013 MS18
- 2013 MT18
- 2013 MU18
- 2013 MV18
- 2013 MW18
- 2013 MX18
- 2013 MY18
- 2013 MA19
- 2013 MB19
- 2013 MC19
- 2013 MJ19
- 2013 MK19
- 2013 ML19
- 2013 MN19
- 2013 MO19
- 2013 MR19
- 2013 MT19
- 2013 MU19
- 2013 MV19
- 2013 MW19
- 2013 MX19
- 2013 MZ19
- 2013 MB20
- 2013 MC20
- 2013 MD20
- 2013 ME20
- 2013 MF20
- 2013 MH20
- 2013 MM20
- 2013 MN20
- 2013 MP20
- 2013 MR20
- 2013 MU20
- 2013 MV20
- 2013 MW20
- 2013 MY20
- 2013 MB21
- 2013 MC21
- 2013 ME21
- 2013 MF21
- 2013 MH21
- 2013 MJ21
- 2013 ML21
- 2013 MN21
- 2013 MO21
- 2013 MP21
- 2013 MQ21
- 2013 MR21
- 2013 MS21
- 2013 MT21
- 2013 MV21
- 2013 MW21
- 2013 MZ21
- 2013 MB22
- 2013 MC22
- 2013 MD22
- 2013 ME22
- 2013 MG22
- 2013 MH22
- 2013 MJ22
- 2013 ML22
- 2013 MM22
- 2013 MN22
- 2013 MO22
- 2013 MP22
- 2013 MQ22
- 2013 MR22
- 2013 MS22
- 2013 MT22
- 2013 MU22
- 2013 MV22
- 2013 MW22
- 2013 MY22
- 2013 MB23
- 2013 MC23
- 2013 MD23
- 2013 ME23
- 2013 MF23
- 2013 MG23
- 2013 MH23
- 2013 MJ23
- 2013 MK23
- 2013 ML23
- 2013 MM23
- 2013 MO23
- 2013 MP23
- 2013 MQ23
- 2013 MR23
- 2013 MS23
- 2013 MT23
- 2013 MU23
- 2013 MV23
- 2013 MW23
- 2013 MX23
- 2013 MY23
- 2013 MZ23
- 2013 MA24
- 2013 MB24
- 2013 MC24
- 2013 MD24
- 2013 ME24
- 2013 MF24
- 2013 MG24
- 2013 MH24
- 2013 MJ24
- 2013 MK24
- 2013 ML24
- 2013 MM24
- 2013 MN24
- 2013 MO24
- 2013 MP24
- 2013 MQ24
- 2013 MR24
- 2013 MS24
- 2013 MT24
- 2013 MU24
- 2013 MV24
- 2013 MW24
- 2013 MX24
- 2013 MY24
- 2013 MZ24
- 2013 MA25
- 2013 MB25
- 2013 MC25
- 2013 MD25
- 2013 ME25
- 2013 MF25
- 2013 MG25
- 2013 MH25
- 2013 MJ25
- 2013 MK25
- 2013 ML25
- 2013 MM25
- 2013 MN25
- 2013 MO25
- 2013 MP25
- 2013 MR25
- 2013 MS25
- 2013 MT25
- 2013 MU25
- 2013 MV25
- 2013 MW25
- 2013 MX25
- 2013 MY25
- 2013 MZ25
- 2013 MB26
- 2013 MC26
- 2013 MD26
- 2013 MF26
- 2013 MG26
- 2013 MH26
- 2013 MJ26
- 2013 MK26
- 2013 ML26
- 2013 MN26
- 2013 MO26
- 2013 MP26
- 2013 MQ26
- 2013 MR26
- 2013 MS26
- 2013 MT26
- 2013 MU26
- 2013 MV26
- 2013 MW26
- 2013 MX26
- 2013 MY26
- 2013 MZ26
- 2013 MA27
- 2013 MB27
- 2013 MC27
- 2013 MD27
- 2013 ME27
- 2013 MF27
- 2013 MG27